# 菲勒斯

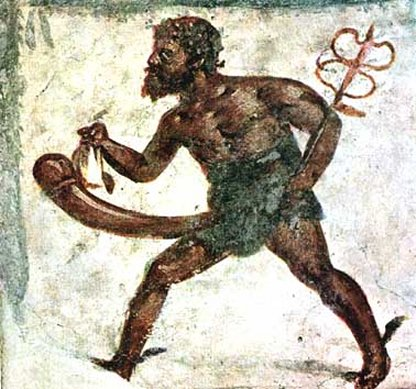
在龐貝古城遺址內勃起的普里阿普斯畫像被認為是一種菲勒斯

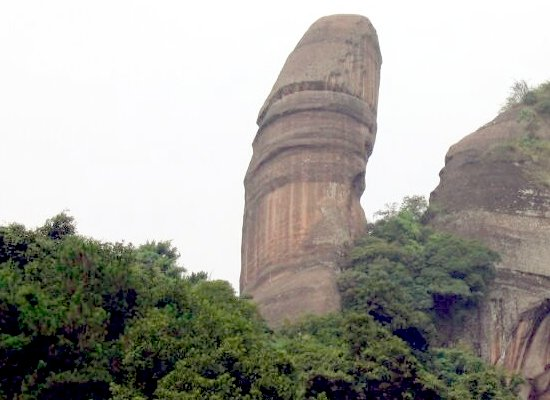
位於世界地质公园－中国广东韶关丹霞山的阳元石，高28米，直徑7米（形似菲勒斯）。

菲勒斯（直译：「阴茎」）是一個源自希臘語的詞語，指勃起的男性生殖器的圖騰，亦是父權的隱喻和象徵。它的代表物是一條勃起的陰莖。

## 語源
「菲勒斯」這個詞是一個從原始印歐語「*bhel」（漲大、腫起）而來的字，到了拉丁文及古希臘語時變作「φαλλός」，用來指男性的陰莖。到了20世紀，弗洛伊德把這個詞用於代表「男權」、「父權」等的意思。

## 參看
- 普里阿普斯
- 菲勒斯崇拜 - 陰莖羨妒 - 菲勒斯缺失 - 菲勒斯中心主義 (Phallogocentrism)
- 法西努斯
- 初陰
- 雅各·拉岡（拉康）
- 林伽，意為（吉祥的宇宙大神的）“標誌”，象徵古印度吠陀宗教神祇湿婆。
- 陽具
- 性蕾期